# La Concepción de los Baños
La Concepción de los Baños är en mindre stad i Mexiko, tillhörande kommunen Ixtlahuaca i den västra delen av delstaten Mexiko. Orten hade 7 207 invånare vid folkräkningen 2010.